# Vegar Barlie
Vegar Barlie, född 7augusti 1972 i Asker, är en norsk tidigare ishockeyspelare. Barlie representerade Vålerenga Ishockey, Lillehammer Ishockeyklubb, Frisk Asker och Hasle-Løren Idrettslag.
Barlie spelade tretton officiella nationella matcher för Norge och deltog i olympiska vinterspelen för Norge i 1994 i Lillehammer med 1994.
Han draftades av NHL-klubb Edmonton Oilers i 1991.